# Гербы республик СССР
В гербах всех республик СССР присутствовали серп и молот, красная звезда, восходящее солнце и колосья. Эти элементы были окружены продуктами сельского хозяйства, производимыми в каждой республике — хлопок в азиатских республиках, пшеница в Казахстане и на Украине, виноград — в Молдавии. На всех гербах был начертан лозунг «Пролетарии всех стран, соединяйтесь!» на официальном языке республики и на русском (кроме герба Бухарской ССР). К моменту распада СССР в 1991 гербы выглядели следующим образом:

## Гербы союзных республик
- Азербайджанская ССР
- Армянская ССР
- Белорусская ССР
- Грузинская ССР
- Казахская ССР
- Киргизская ССР
- Латвийская ССР
- Литовская ССР
- Молдавская ССР
- Российская СФСР
- Таджикская ССР
- Туркменская ССР
- Узбекская ССР
- Украинская ССР
- Эстонская ССР

В настоящее время три бывшие республики СССР используют видоизменённые версии своих советских гербов: Белоруссия (с 1995 года), Таджикистан, Узбекистан. Герб Туркмении также был сделан на основе советского герба, но от оригинала остались лишь хлопок и колосья. Непризнанная Приднестровская Молдавская Республика использует изменённую версию герба Молдавской ССР.

## Герб Карело-Финской ССР
Герб Карело-Финской ССР, существовавшей в 1940-1956 годах, ни разу не менялся.

## Герб Закавказской СФСР
Герб ЗСФСР, позже разделённой на Азербайджан, Армению и Грузию, был утверждён в 1922 году, однако уже в следующем году был заменён на новый, просуществовавший до 1930 года, позже герб был модифицирован и просуществовал до расформирования республики в 1936 году.

## Гербы автономных республик (АССР)
Ниже представлены гербы автономных советских социалистических республик (на момент распада СССР).

### В составеРСФСР
- АССР немцев Поволжья (до 1941 года)
- Башкирская АССР
- Бурятская АССР
- Дагестанская АССР
- Кабардино-Балкарская АССР
- Калмыцкая АССР
- Карельская АССР
- Коми АССР
- Марийская АССР
- Мордовская АССР
- Северо-Осетинская АССР
- Татарская АССР
- Тувинская АССР
- Удмуртская АССР
- Чечено-Ингушская АССР
- Чувашская АССР
- Якутская АССР

- Герб Крымской АССР[1]

### В составеАзербайджанской ССР
- Нахичеванская АССР

### В составеУзбекской ССР
В состав Узбекской ССР входили:
- Таджикская АССР (до 26 октября 1929 года)
- Каракалпакская АССР

- Таджикская АССР
- Таджикская АССР
- Каракалпакская АССР

### В составеГрузинской ССР
В состав Грузинской ССР входили:
- Абхазская АССР (до 19 февраля 1931 года — Социалистическая Советская Республика Абхазия)
- Аджарская АССР (до 5 декабря 1936 года — Автономная Социалистическая Советская Республика Аджаристан)

- Абхазская АССР (до 19 февраля 1931 года — Социалистическая Советская Республика Абхазия)
- Аджарская АССР (до 5 декабря 1936 года — Автономная Социалистическая Советская Республика Аджаристан)

### В составеУкраинской ССР
В состав Украинской ССР входили:
- Молдавская АССР (до 2 августа 1940 года)

- Молдавская АССР